# Horst Kessler (Chemiker)

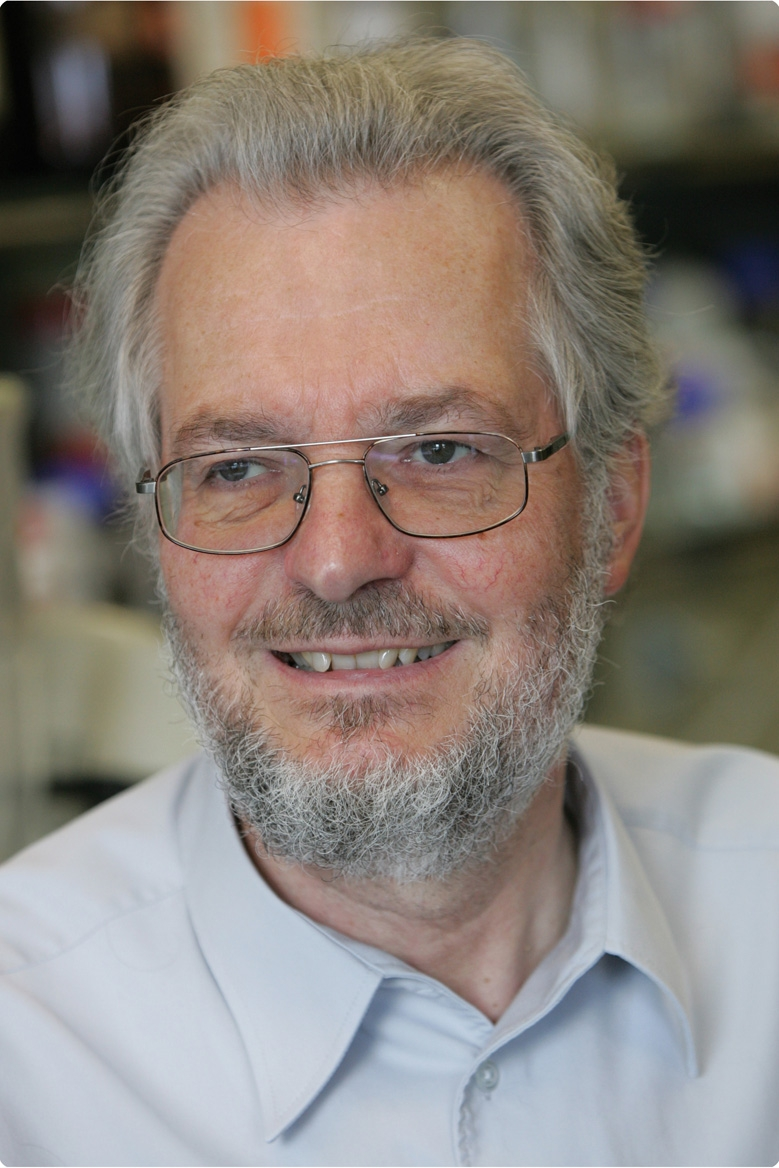
Horst Kessler (2010)

Horst Kessler (* 5. April 1940 in Suhl) ist ein deutscher Chemiker und Professor an der Technischen Universität München.

## Leben
Horst Kessler wurde in Thüringen als Sohn des Kaufmanns Walter Kessler und von Gertrude Kessler, geborene Heym, geboren. Er besuchte von 1946 bis 1958 eine Schule in Suhl und studierte von 1958 bis 1961 Chemie an der Universität Leipzig. Dann wechselte er an die Universität Tübingen, wo er als akademischer Schüler von Eugen Müller 1963 seine Diplomarbeit anfertigte und 1966 mit der Arbeit Kupfersalz-katalysierte Reaktionen von Diazomethan mit Aromaten promoviert wurde. Drei Jahre später habilitierte er sich in Organischer Chemie mit einer Arbeit zum Nachweis innermolekularer Beweglichkeit durch NMR-Spektroskopie. Er war kurzzeitig Universitätsdozent in Tübingen, bevor er 1971 auf den Lehrstuhl für Organische Chemie an die Universität Frankfurt am Main berufen wurde. Zu dieser Zeit lebte er in Schwalbach am Taunus. 1989 wechselte er als Professor für Organische Chemie und Biochemie an die Technische Universität München, wo er von 1994 bis 1996 auch Dekan der Fakultät für Chemie, Biologie und Geowissenschaften war. Gastprofessuren führten ihn 1975 an die Dalhousie University, Halifax, 1985 an die Universität Tokyo, 1988 an die University of Wisconsin–Madison, 1990 ans Technion, Haifa, 1997 an die University of Texas at Austin und 1998 an die Hebräische Universität Jerusalem. Seit Oktober 2008 ist er Carl-von-Linde-Professor (Emeritus Professor of Excellence) am Institute for Advanced Study (IAS) der TU München.
Kessler ist evangelisch und heiratete 1964 Kessler Elke Wiebach, mit der er drei Kinder hat.

## Werk
Kessler arbeitet auf dem Gebiet der Bioorganischen Chemie und der Kernspinresonanzspektroskopie (NMR). Mit NMR-Spektroskopie ist ihm die Strukturaufklärung medizinisch bedeutsamer Makromoleküle in wässrigen Lösungen gelungen, wie zum Beispiel Ciclosporin, Tacrolimus, Phallotoxin, Substanz P und Sirolimus. Außerdem widmete er sich zyklischen Peptiden, die als Arzneimittel, zur Beschichtung von Implantaten oder zur Molekularen Bildgebung genutzt werden können.  Zielstrukturen sind z. B. die sogenannten Integrine, deren Funktion für alle mehrzelligen Lebewesen essentiell ist, weil diese den Zellen mitteilen, in welchem Zellverband sie sich befinden. Die verschiedenartigen Integrin-Subtypen sind daher für sehr viele Funktionen im gesunden Organismus verantwortlich und spielen auch in fast allen Krebsarten eine große Rolle.
Mit Ernest Eliel und Gerhard Binsch führte er 1971 den Begriff Topomerisierung und Topomer ein.
Kessler veröffentlichte bisher 766 wissenschaftliche Arbeiten und ist Erfinder oder Miterfinder bei 36 Patenten.

## Preise und Ehrungen
Kessler ist seit 1996 Mitglied der Bayerischen Akademie der Wissenschaften und seit 2002 der Deutschen Akademie der Naturforscher Leopoldina.
- 1963 Medaille auf der „Deutschen Woche“ in Gent
- 1985 Short Term Fellowship Award (Japanese Society for Promotion of Science)
- 1986 Otto-Bayer-Preis
- 1988 Max-Bergmann-Medaille für Peptidchemie
- 1997 Emil-Fischer-Medaille (Gesellschaft Deutscher Chemiker)
- 2001 Max-Planck-Forschungspreis
- 2002 Vincent du Vigneaud Award (American Peptide Society)
- 2002 Hans Herrloff Inhoffen-Medaille
- 2002 Ehrendoktorwürde der Universität Leipzig
- 2003 Philip Morris Forschungspreis
- 2005 Burckhardt-Helferich-Preis für Bioorganische Chemie
- 2008 Josef Rudinger Memorial Award der European Peptide Society
- 2009 Ehrenmitglied der Israelischen Chemischen Gesellschaft
- 2009 Ehrenmitglied der Nuclear Magnetic Resonance Society in Indien
- 2010 Ehrenmitglied der Fachgruppe Magnetische Resonanzspektroskopie der GDCh
- 2012 Akabori Memorial Award der Japanese Peptide Society
- 2013 Roche-Meienhofer Award
- 2015 Endowed Murray Goodman Lecture
- 2015 Bruce Merrifield Award der American Peptide Society
- 2024 Otto-Stern-Preis der Fachgruppe Magnetische Resonanz (FGMR)

## Publikationen (Auswahl)
- Detection of Hindered Rotation and Inversion by NMR Spectroscopy, Angew. Chem. Int. Ed. 1970, 9, 219–235.– Intramolekulare Beweglichkeit durch NMR-Spektroskopie; viele Arbeiten der frühen Zeit sind hier aufgeführt.
- Conformation and Biological Activity of Cyclic Peptides, Angew. Chem. Int. Ed. 1982, 21, 512–523.– Erstmalige Darstellung der Bedeutung von konformationell eingeschränkten Peptiden (Cyclisierung)  für Super-Aktivität und Selektivität. Das ist heute ein allgemein verwendetes Prinzip.
- mit H. R. Loosli, H. Oschkinat, H. P. Weber, T. J. Petcher und A. Widmer: The Conformation of Cyclosporin A in the Crystal and in Solution, Helv. Chim. Acta 1985, 68, 682–704.– Erste NOE-basierte Struktur (zeitgleich und unabhängig von Kurt Wüthrichs kleinem Protein BUSI).
- mit F. Hagn, L. Eisoldt, J. Hardy, C. Vendrely, M. Coles und T. Scheibel: A highly conserved spider silk domain acts as a molecular switch that controls fibre assembly, Nature 2010, 465, 239–242.– NMR-basierte Strukturaufklärung der C-terminalen Domäne der Spinnenseide. Sie erklärt, wie die Spinne es schafft, ein Protein in hoher Konzentration zu speichern und dann in weniger als einer Sekunde die Spinnenseide herstellt, die 5× fester ist als ein Stahlseil gleicher Stärke.
- mit C. Mas-Moruno und F. Rechenmacher: Cilengitide: the first anti-angiogenic small molecule drug candidate. Design, synthesis and clinical evaluation, Anti-Cancer Agents, Medicinal Chemistry 2010, 10, 753–768.– Beschreibung des Designs, der Synthese und der biologischen Anwendung des Arzneimittels Cilengitide, ein cyclisches Pentapeptid, das hoch aktiv und selektiv an das Integrin αvβ3 bindet.
- mit U. Hersel und C. Dahmen: RGD modified polymers: biomaterials for stimulated cell adhesion and beyond; Biomaterials 2003, 24, 4385–4415.– Anwendung von RGD Peptiden zur Beschichtung von Biomaterialien.
- mit S. Neubauer, F. Rechenmacher, A. J. Beer, F. Curnis, K. Pohle, C. D´Alessandria, H.-J. Wester, U. Reuning, A. Corti und M. Schwaiger: Selective imaging of the angiogenic relevant integrins α5β1 and αvβ3, Angew Chem. Int. Ed. 2013, 52, 11656–11659.
- mit O. V. Maltsev, U. Kiran Marelli, T. G. Kapp, F. S. Di Leva, S. Di Maro, M. Nieberler, U. Reuning, M. Schwaiger, E. Novellino und L. Marinelli: Stable Peptides Instead of Stapled Peptides: Highly Potent αvβ6-Selective Integrin Ligands, Angew. Chem. Int. Ed. 2016, 55, 1535–1538.– Selektive Erkennung von Integrinen, die auf verschiedenen Tumoren exprimiert werden, mit Hilfe der Positronen-Emissions-Tomographie (PET).
- mit E. Biron, J. Chatterjee, O. Ovadia, D. Langenegger, J. Brueggen, D. Hoyer, H. Schmid, R. Jelinek, C. Gilon und A. Hoffman: Improving Oral Bioavailability of Peptides by Multiple N-Methylation: Somatostatin Analogues, Angew.Chem Int. Ed. 2008, 47 (14), 2595–2599.– Erstmalige Umwandlung eines bioaktiven, aber nicht oral verfügbaren Peptides in ein oral verfügbares bioaktives Peptid mittels multipler N-Methylierung.
- mit M. Weinmüller, F. Rechenmacher, U. Kiran Marelli, F. Reichart, T. G. Kapp, A. F. B. Räder, F. S. Di Leva, L. Marinelli, E. Novellino, J. M. Muñoz‑Félix, K. Hodivala‑Dilke, A. Schumacher, J. Fanous, C. Gilon und A. Hoffman: Overcoming the lack of oral availability of cyclic hexapeptides: Design of a new selective and orally available ligand for the integrin αvβ3, Angew. Chem. Int. Ed. 2017, 56, 16405–16409.– Gezieltes Design eines oral verfügbaren biologisch-aktiven RGD-Peptides.
- NMR: Mein Kompass in der Organischen und Medizinischen Chemie. GNT-Verlag, Berlin 2023, ISBN 978-3-86225-132-2.